# Wilhelm Kirchner (Agrarwissenschaftler)
Wilhelm Kirchner (* 9. Juli 1848 in Göttingen; † 22. August 1921 in Leipzig) war ein deutscher Agrarwissenschaftler.

## Leben
Kirchner studierte seit 1871 Landwirtschaft in Göttingen und Halle/S. und promovierte 1874 bei Bernhard Tollens an der Universität Göttingen mit einer agrikulturchemischen Arbeit über Pflanzenschleime. Anschließend war er zwei Jahre als Assistent bei Julius Kühn am Landwirtschaftlichen Institut der Universität Halle tätig. 1876 wurde er als Molkerei-Konsulent und Leiter einer neu gegründeten Versuchsstation für Milchwirtschaft nach Kiel berufen. Von 1879 bis 1889 wirkte er als außerordentlicher Professor für Landwirtschaft wieder an der Universität Halle. Während dieser Zeit entstand sein bedeutendstes wissenschaftliches Hauptwerk, ein „Handbuch der Milchwirtschaft“, von dem bis 1922 sieben Auflagen erschienen sind.
1889 wurde Kirchner als Direktor des Landwirtschaftlichen Instituts an die Universität Göttingen berufen. Aber bereits 1890 folgte er einem Ruf als ordentlicher Professor und Direktor an das Landwirtschaftliche Institut der Universität Leipzig. Als Nachfolger von Adolph Blomeyer wirkte er hier bis 1920.

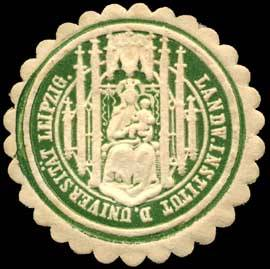
Siegelmarke Landwirtschaftliches Institut der Universität Leipzig

Kirchner hat das Landwirtschaftliche Institut in Leipzig umfassend reorganisiert und ausgebaut, u. a. ein Versuchsfeld eingerichtet und einen pflanzenbaulichen Demonstrationsgarten angelegt. Auch in Leipzig lag der Schwerpunkt seiner Lehr- und Forschungstätigkeit auf dem Gebiet der Milchwirtschaft. Wie Julius Kühn betrachtete er jedoch die Landwirtschaftswissenschaft als eine untrennbare Einheit. Deshalb ist er auch auf den Gebieten des Pflanzenbaus, der Düngerlehre und der landwirtschaftlichen Betriebslehre mit beachtenswerten Beiträgen hervorgetreten. Von 1897 bis 1914 hat er zwölf Hefte der „Mitteilungen des Landwirtschaftlichen Instituts der Universität Leipzig“ herausgegeben. Durch seine Lehr- und Forschungstätigkeit hat er das akademische Ansehen und den Stellenwert der Landwirtschaftswissenschaft an der Universität Leipzig nachhaltig gesteigert. Kirchner, seit 1895 Geheimer Hofrat, wurde 1899 zum Rektor der Universität Leipzig gewählt.

## Schriften (Auswahl)
- Handbuch der Milchwirtschaft auf wissenschaftlicher und praktischer Grundlage. Verlag Paul Parey Berlin 1882; 2. Aufl. 1886; 3. Aufl. 1891; 4. Aufl. 1898; 5. Aufl. 1907; 6. Aufl. 1919; 7. Aufl. ebd. 1922.
- Zweck und Aufgabe der Landwirthschafts-Wissenschaft an der Universität. Oeffentliche Antritts-Vorlesung gehalten in der Aula der Universität Leipzig am 30. April 1890. G. Schönfeld’s Verlagsbuchhandlung Dresden 1890.
- Die Leitung des landwirtschaftlichen Betriebes. In: Handbuch der Gesamten Landwirtschaft. Herausgegeben von Theodor Freiherr von der Goltz. Bd. 1, Verlag der Laupp´schen Buchhandlung Tübingen 1890, S. 389–462.
- Zeit- und Streitfragen auf dem Gebiete der Düngerlehre. In: Mittheilungen der Oekonomischen Gesellschaft im Königreiche Sachsen 1893–1894, S. 53–75.
- Die Entwicklung der Landwirthschaft im 19. Jahrhundert. In: Rektoratswechsel an der Universität Leipzig am 31. October 1899. Verlag A. Edelmann Leipzig 1899.
- Das landwirtschaftliche Institut der Universität Leipzig in seiner neuen Gestalt, seine Einrichtungen und seine Tätigkeit. Reichenbach’sche Verlagsbuchhandlung  Leipzig 1904.